# Cultura de Sanagasta
La cultura de Sanagasta, cultura sanagasteña o cultura de Angualasto tuvo su centro en territorio de la actual provincia de La Rioja (Argentina) y extendió su influencia hasta la provincia de San Juan. 
Su desarrollo comenzó hacia el año 1000.
Junto con las denominadas cultura de Belén y cultura de Santa María representan un período protohistórico, es decir, más próximo a la época en que llegaron los conquistadores españoles y corresponden a la zona que habitaron los diaguitas históricos.
Estos pueblos eran agricultores y recolectores. Cazaban guanacos y ñandúces con flechas y boleadoras y criaban llamas. Las viviendas eran de tipo semiaglomerado laxo. Construían graneros y corrales de quincha y hornos semisubterráneos.
La cerámica se caracteriza por las guardas geométricas en negro sobre un fondo opaco rojizo, en urnas globulares de cuello bastante estrecho. Los motivos son ajedrezados en paneles.
Trabajaron también metales, principalmente el cobre con el que hicieron pectorales y aros.
La cestería era en forma de espiral y hacían el tejido con fibras vegetales o lana de camélidos, con la que confeccionaban todo tipo de prenda de vestir, como ponchos, mantas, casquetes, cinturones, etc.